# Kevin Rudd
Kevin Michael Rudd (født 21. september 1957) er en australsk politiker. Han var leder af Australian Labor Party og Australiens premierminister fra 2007 til 2010, hvor han blev afløst af Julia Gillard. Han har været medlem af Repræsentanternes Hus i Australien siden 1998, hvor han har repræsenteret området Griffith i Queensland. 
Australian Labor Party var forudsagt at ville vinde Australiens parlamentsvalg 2007, lørdag 24. november mod den daværende koalitionsregering under premierminister John Howard, ved at opnå anslået 87 pladser i parlamentet. Kl. 23:08 den 24. november 2007 (AEDT) bekendtgjorde Kevin Rudd sin valgsejr efter at John Howard forinden havde erkendt sit nederlag. 
Efter interne problemer i partiet måtte Rudd imidlertid træde tilbage som partiformand og premierminister til fordel for partifællen Julia Gillard. Efter en fornyet magtkamp blev Rudd dog atter valgt til formand for partiet, og dermed premierminister i juni 2013. Ved parlamentsvalget få måneder senere den 7. september 2013 tabte Rudd valget til den borgerlige koalition ledet af Tony Abbott, hvorefter Kevin Rudd måtte gå af som premierminister. 